# Ibrahim Bancé
Pour les articles homonymes, voir Bancé.
Ibrahim Bancé est un footballeur burkinabé né le 15 janvier 2001 à Krouffian. Il joue au poste de milieu de terrain à l'ASEC Mimosas.

## Carrière

### En club
Formé à l'ASEC Mimosas, il est prêté le 10 juillet 2012 à Helsingborgs IF jusqu'à la fin de l'année. Il débute en Allsvenskan le 25 août 2019 lors de la défaite de son équipe contre l'IFK Norrköping (5-0). Le 2 décembre 2019, le club suédois décide de ne pas déclencher l'option d'achat et le joueur fait son retour à l'ASEC Mimosas.

### En sélection
Avec les moins de 20 ans, il participe à la Coupe d'Afrique des nations des moins de 20 ans en février 2019. Lors de cette compétition organisée au Niger, il joue trois matchs. Avec un bilan peu reluisant de trois défaites en trois matchs, le Burkina Faso ne parvient pas à dépasser le premier tour.
Il fait ses débuts avec le Burkina Faso le 9 juin 2019, contre la République démocratique du Congo, lors d'une rencontre amicale terminée sur le score de 0-0.